# オダリスク

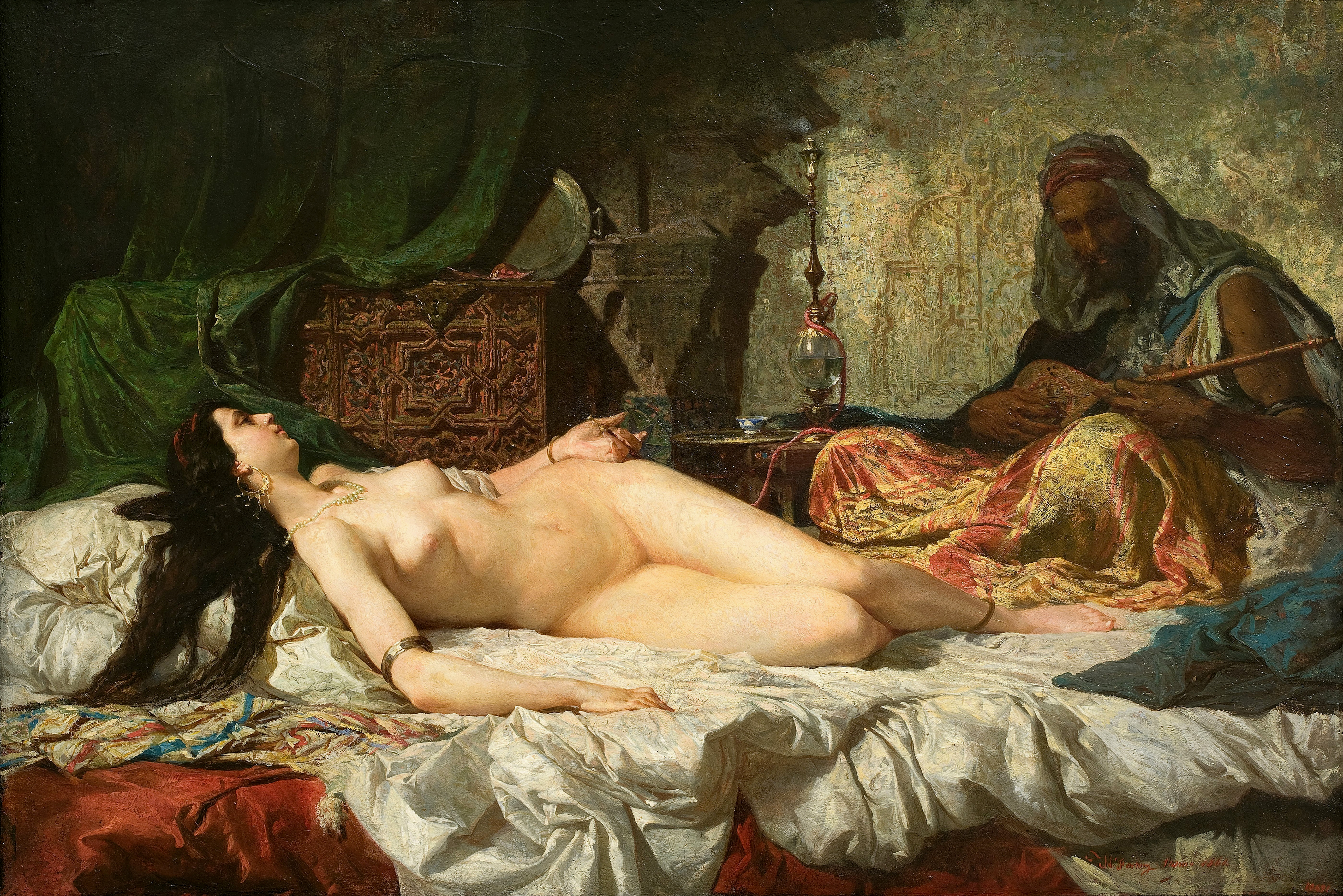
マリアノ・フォルトゥーニの『オダリスク』

オダリスク（Odalisque）は、オスマン帝国においてスルターンなどイスラームの君主のハレムで奉仕する女奴隷。トルコ語では「部屋」を意味するオダリク（Odaliq）と呼ばれる。18世紀から19世紀にかけてヨーロッパでオリエンタリズムが流行するにつれ、絵画の題材として好まれた。

## オダリスクを描いた作品

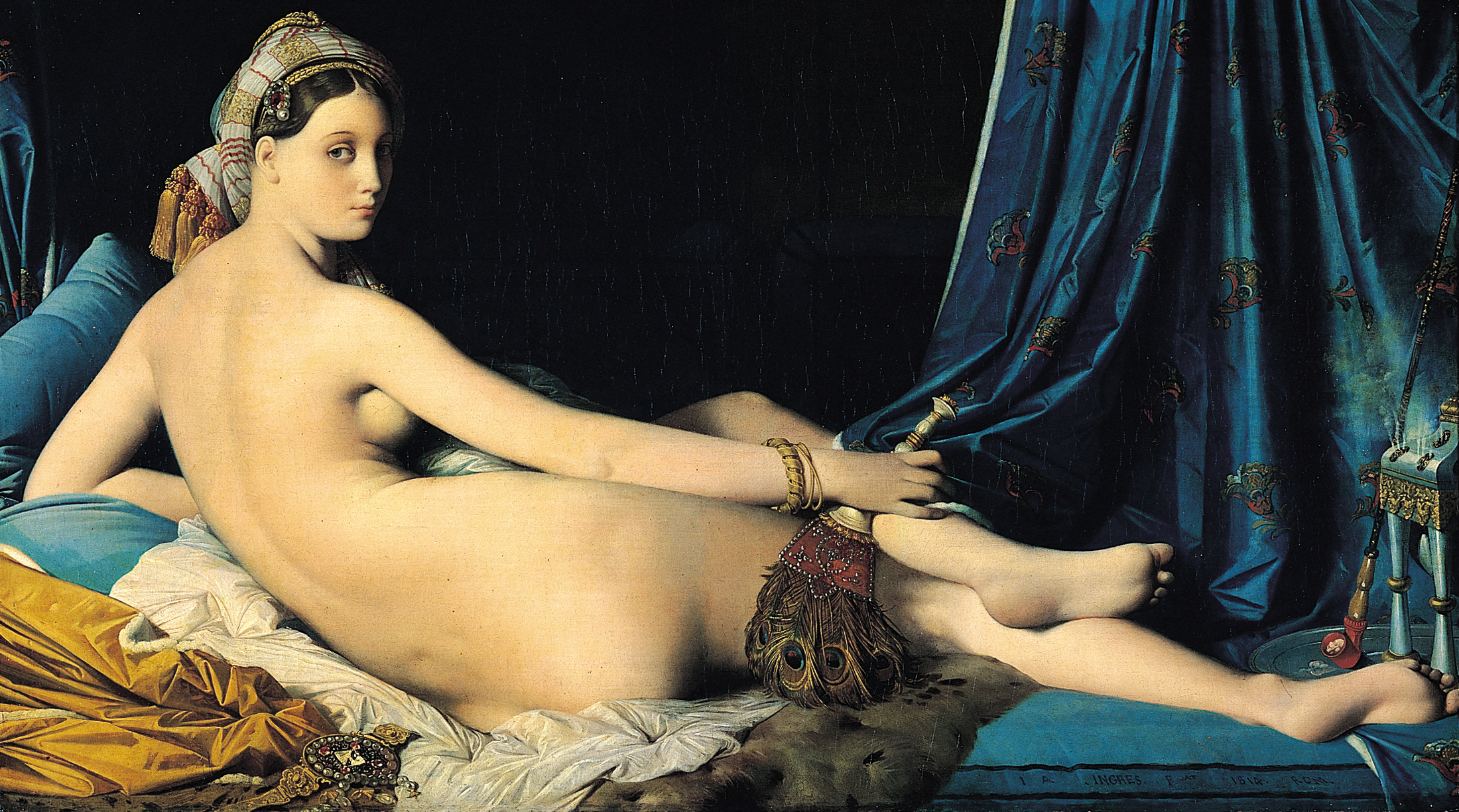
『グランド・オダリスク』 (画)ドミニク・アングル (1814)
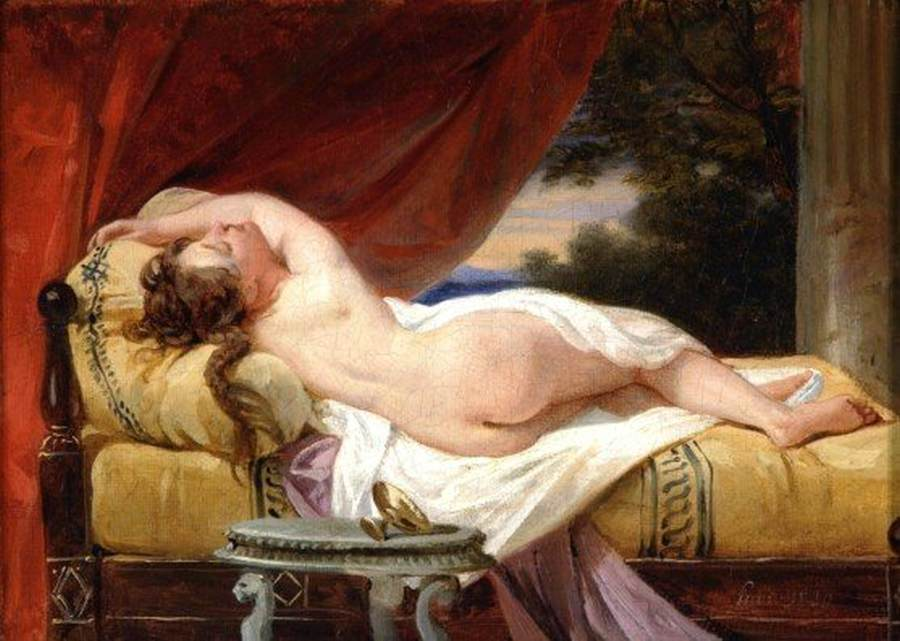
『オダリスク』 (画)フランソワ＝エドゥアール・ピコ (1829)
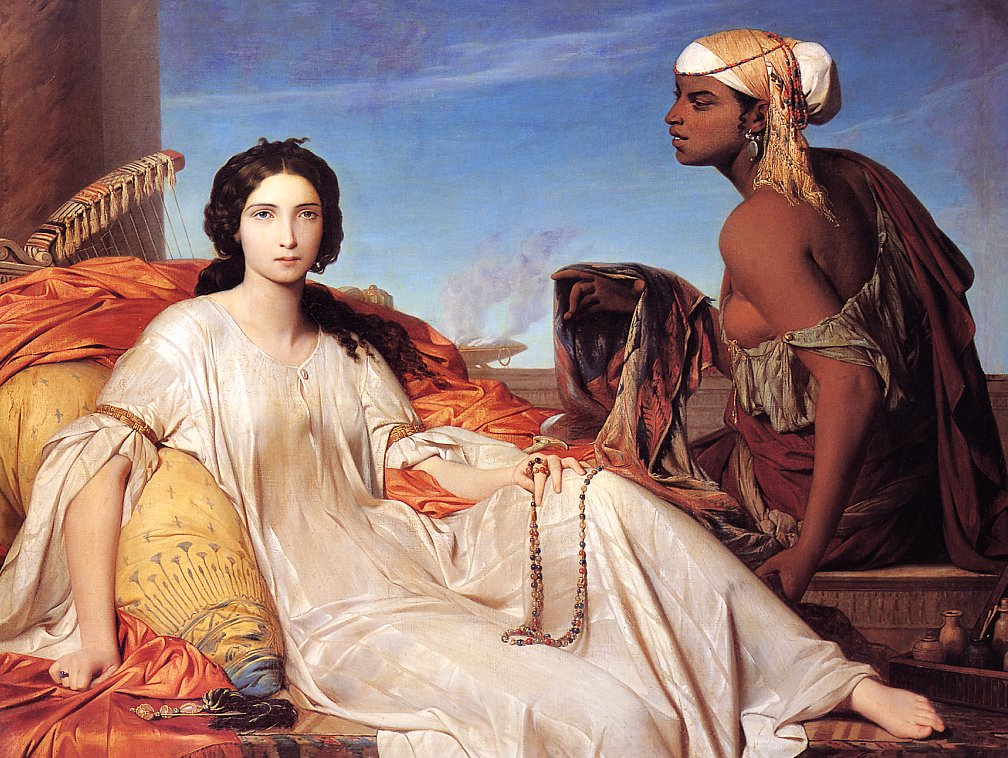
『オダリスク』 (画)フランソワ＝レオン・ベヌヴィル (1844)
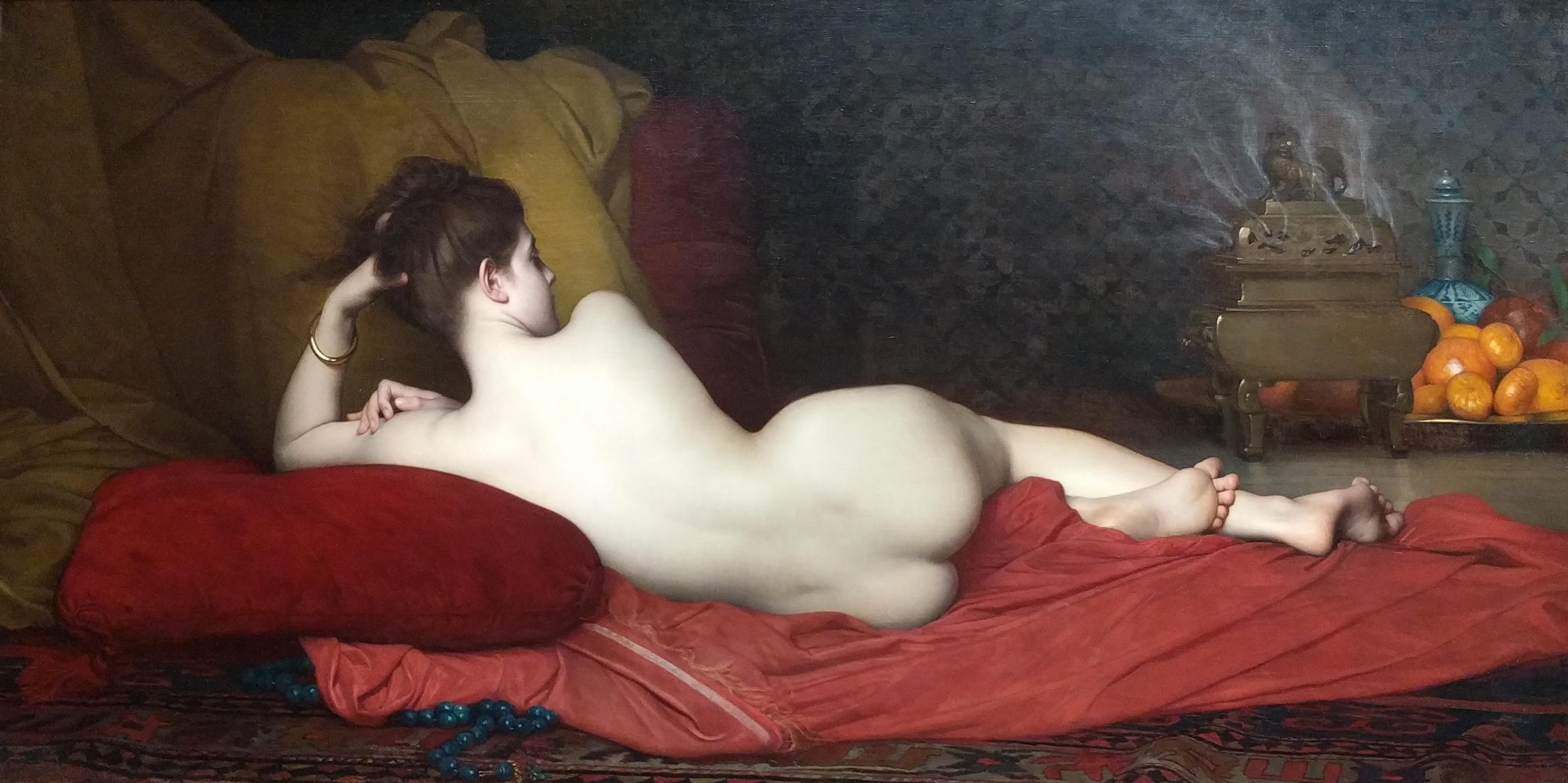
『オダリスク』 (画)ジュール・ジョゼフ・ルフェーブル (1874)
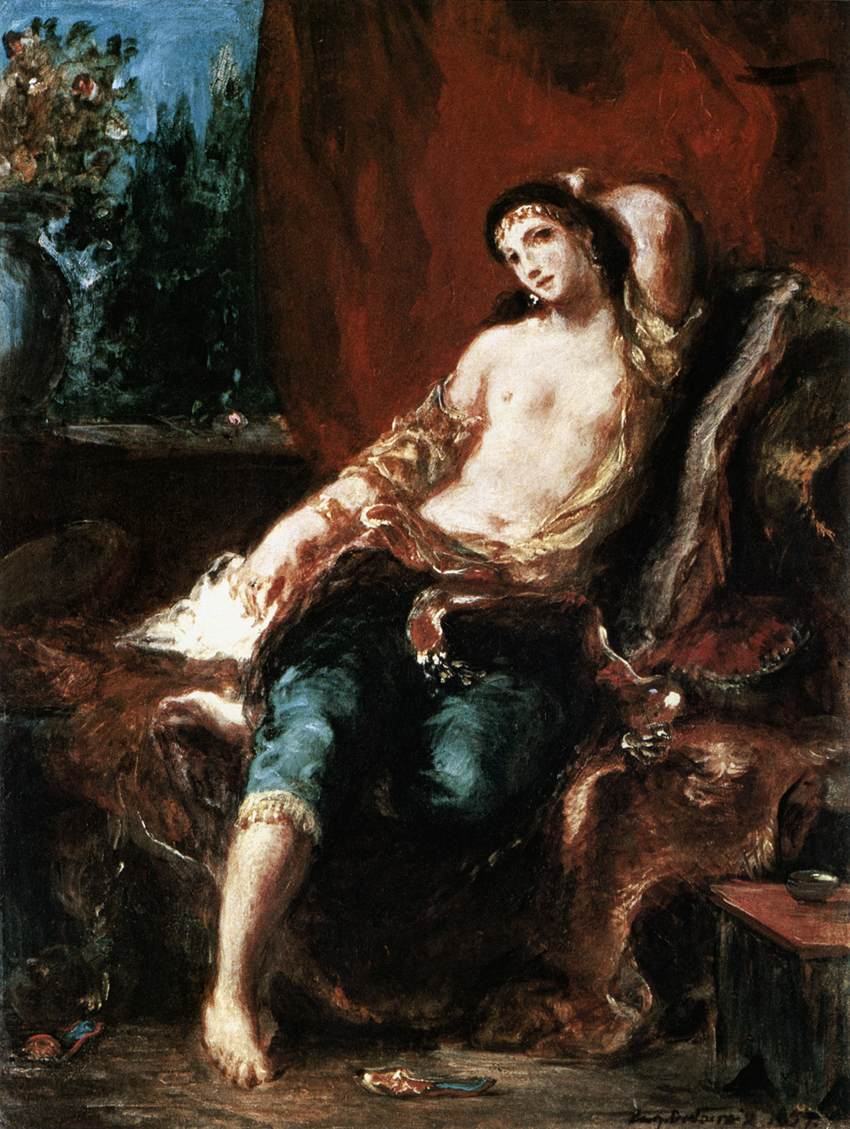
『オダリスク』 (画)ウジェーヌ・ドラクロワ (1857)
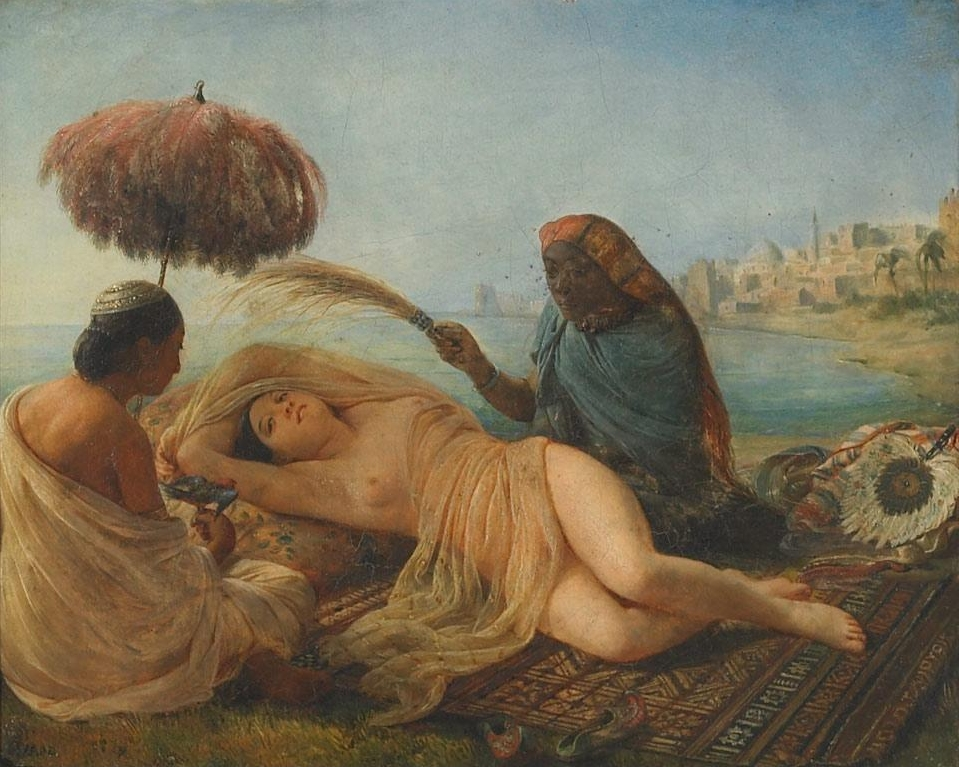
『奴隷に扇がれるオダリスク』 (画)フランソワ＝オーギュスト・ビアール
『オダリスク』 (画)フランチェスコ・アイエツ (1867)
『Favorite of the Emir』 (画)ジャン＝ジョセフ・バンジャマン＝コンスタン (1879)
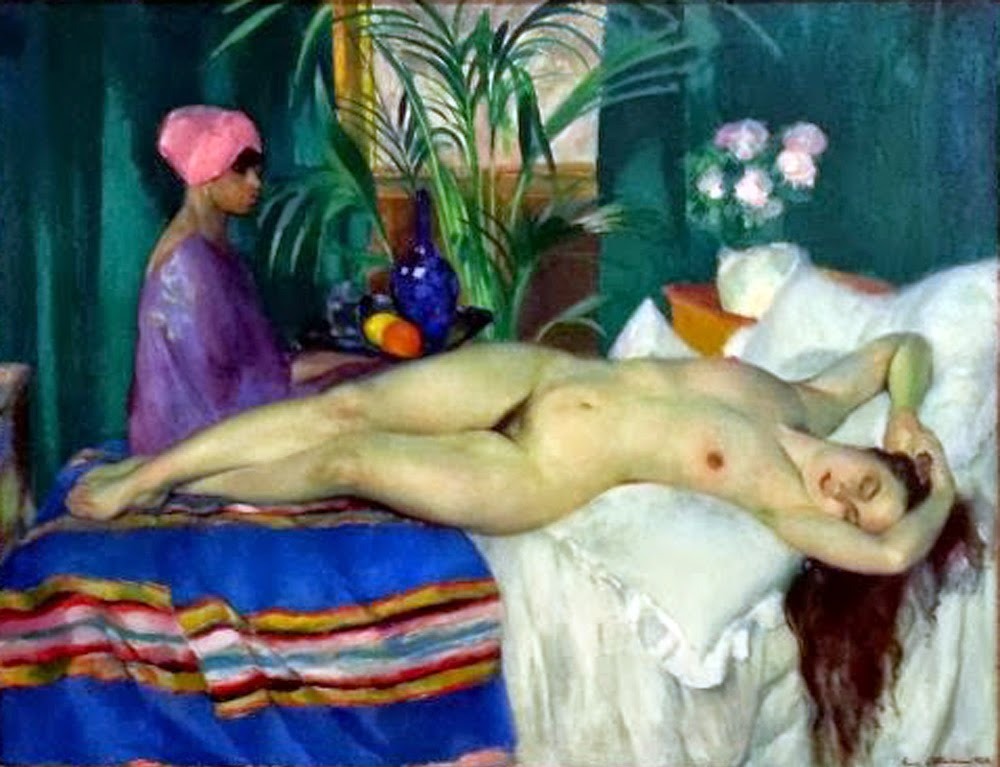
『眠っているオダリスク』 (画)アンリ・オットマン (1920)
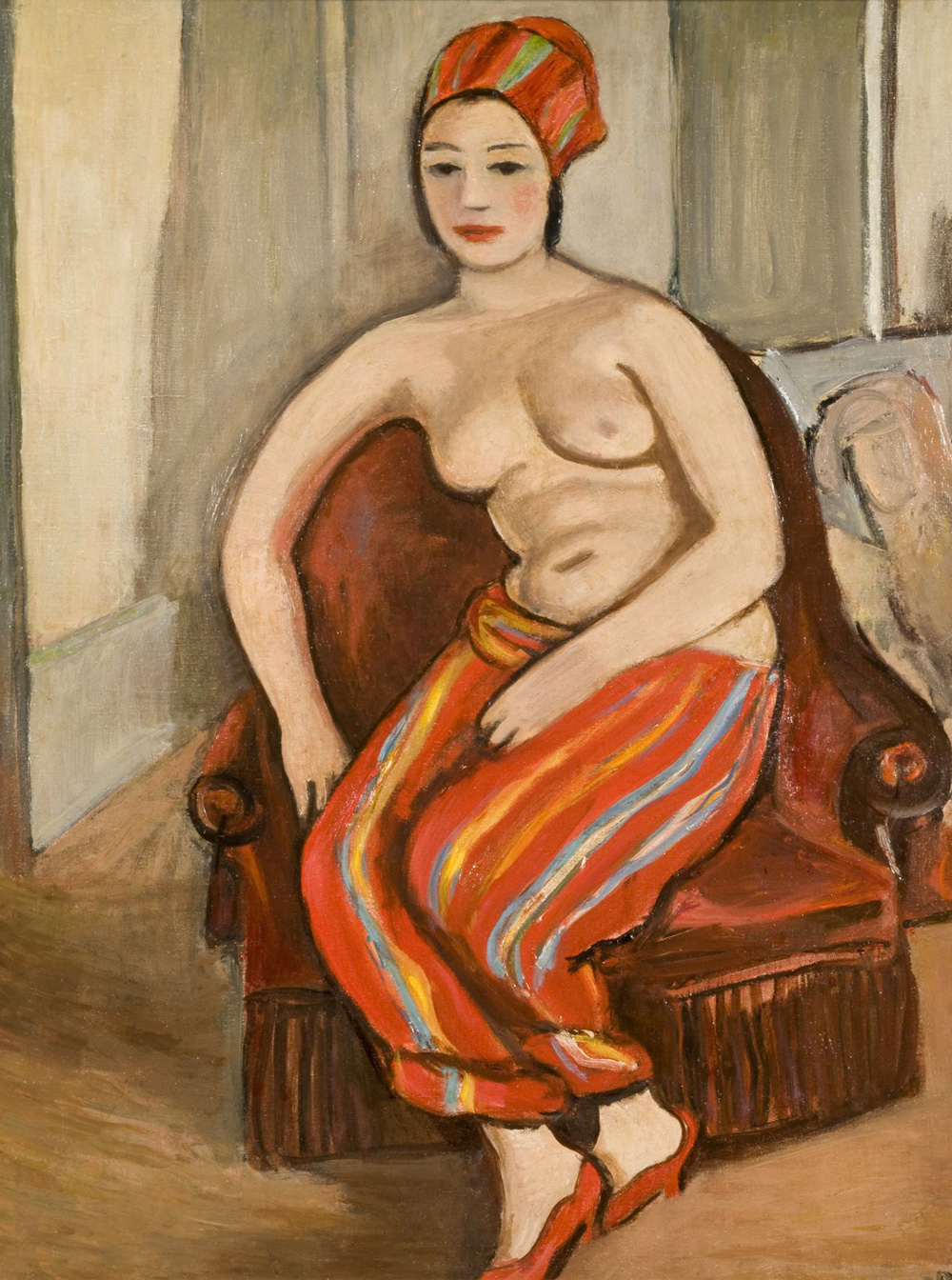
『オダリスク』 (画)Georges Kars(チェコの画家) (1929)